# 25: The Complete Singles
25: The Complete Singles è il diciannovesimo album di raccolta del gruppo musicale danese Michael Learns to Rock, pubblicato il 25 ottobre 2014.

## Tracce
Disco 1
1. The Actor – 4:34
2. Crazy Dream – 3:59
3. Sleeping Child – 3:35
4. 25 Minutes – 4:23
5. Complicated Heart – 4:26
6. Out of the Blue – 4:00
7. That's Why (You Go Away) – 4:13
8. Someday – 3:52
9. Love Will Never Lie – 3:35
10. How Many Hours – 4:44
11. I'm Gonna Be Around – 4:21
12. Nothing to Lose – 3:59
13. Breaking My Heart – 4:04

Disco 2
1. Paint My Love – 3:50
2. Strange Foreign Beauty – 4:47
3. You Took My Heart Away – 3:38
4. Blue Night – 3:46
5. The Ghost of You – 4:01
6. Take Me to Your Heart – 3:58
7. If You Leave My World – 4:16
8. It's Only Love – 4:35
9. Sweetest Surprise – 3:10
10. Any Way You Want It – 3:45
11. Silent Times – 3:51
12. Call on Love – 4:08